# Leonardo Nierman
Leonardo Nierman Mendelejis (Ciudad de México, 1 de noviembre de 1932-7 de junio de 2023), fue un artista mexicano conocido principalmente por su pintura y escultura. Nierman ha tenido exposiciones en México y en el extranjero y más de sesenta reconocimientos a su trabajo, la mitad de los cuales son de fuera de México. Su trabajo es abstracto pero aún con imágenes discernibles de la naturaleza como pájaros, agua, relámpagos y más. Sus pinturas son de colores puros, mientras que sus esculturas son generalmente de metal, a menudo en tonos plateados.

## Primeros años
Nierman nació en la Ciudad de México el 1 de noviembre de 1932. Es el único hijo de una familia judía conformada por Clara Mendelejis, una panadera y Chanel Nierman, un inspector de autobuses que más tarde abrió una pequeña fábrica de chaquetas. Los padres de Nierman llegaron a México a mediados de la década de 1920, su padre de Lituania y su madre de Ucrania, ambos pobres. Los dos se conocieron en México.
Cuando era niño quiso ser músico y se dedicó al violín durante dos décadas. En ese momento, el arte no le atraía aunque recuerda haber visto los murales de Diego Rivera y José Clemente Orozco pero con poca reacción excepto rabia al ver algún vandalismo en un mural de Orozco. Para dedicarse a la música, comenzó con una lección privada de violín y asistió por un tiempo al Conservatorio Nacional de Música de México. Incluso dio algunos recitales en el Palacio de Bellas Artes. Abandonó el violín cuando escuchó una grabación de él mismo tocando la Symphonie espagnole de Édouard Lalo, y luego comparó su interpretación con la de Yehudi Menuhin.
Al principio pensó que había perdido el tiempo con el violín, pero desde entonces decidió que le dio su filosofía de vida y lo preparó para su pintura y escultura. Después de dejar la música, comenzó a sentirse atraído por el color, pero siguió apegado a la música, especialmente a artistas como Bach, Debussy, Mahler y Stravinsky.
Se graduó de preparatoria en 1951, con especialización en física y matemáticas. En 1953, estudió la psicología del color y la forma en cuerpos estáticos y en movimiento. También comenzó a pasar mucho tiempo en museos. Completó una licenciatura en administración de empresas en la Universidad Nacional Autónoma de México, pero nunca siguió esta carrera porque había comenzado a pintar, incluido un mural en su escuela. Comenzó a pintar solo en su habitación en la casa de sus padres.

## Carrera

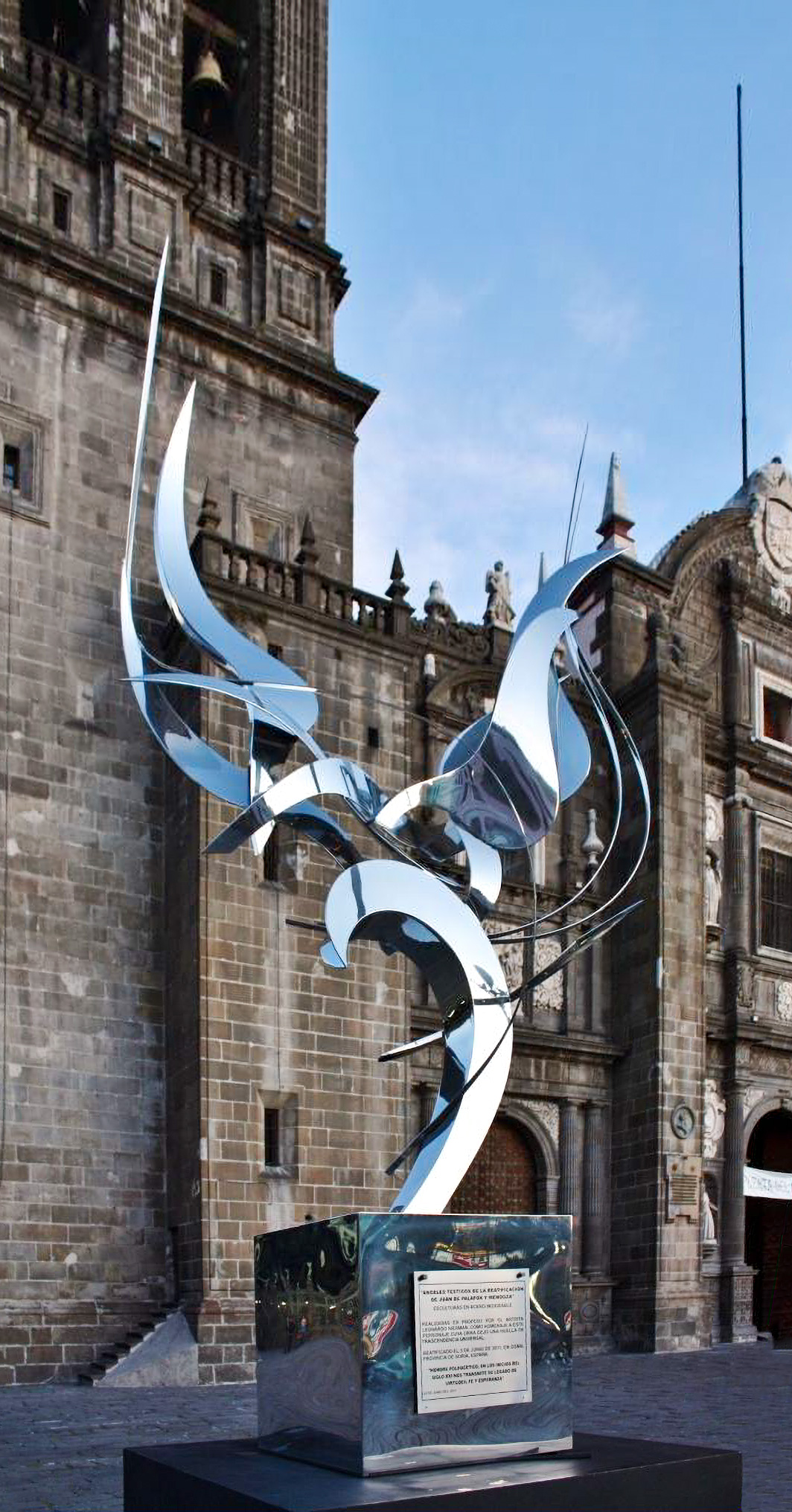
Ángeles testigos de la Beatificación de Juan de Palafox y Mendoza, escultura que conmemora la beatificación de Juan de Palafox y Mendoza, en la ciudad de Puebla.

Comenzó su carrera pintando cuando convenció al decano de la escuela de negocios donde era estudiante, para pintar un mural en el auditorio del departamento en 1956. Para pintar el mural, concertó una cita con David Alfaro Siqueiros para pedirle consejo, recibiendo tan especialmente la mezcla de colores. El mural fue destruido más tarde cuando se derribó la pared.
Nierman llevaba un tiempo pintando cuando Raquel Tibol lo invitó a exhibir su obra en el Centro de Deportes Israelí de la Ciudad de México. Se dijo a sí mismo que si no vendía un solo cuadro, renunciaría. Ese día dos de sus pinturas fueron compradas y luego fueron vistas por el propietario de IFA Gallery en Washington D. C.. Desde 1959, esta galería ha exhibido el trabajo de Nierman y le ha abierto las puertas a nivel internacional.
Desde entonces, ha tenido más de 100 exposiciones en América, Asia, Australia y Europa. Exposiciones más recientes incluyen la Universidad Autónoma de Coahuila en 2000, el Museo Internacional de Arte y Ciencia en Mcallen, Texas en 2009, el museo MACAY en Mérida en 2012, el Museo Francisco Cossío en San Luis Potosí en 2012, y la pinacoteca del Complejo Cultural Universitario de la ciudad de Puebla en 2012.
Su obra se puede encontrar en museos y edificios públicos de Australia, Austria, Colombia, Costa Rica, Estados Unidos, España, Israel, Japón, México, Mónaco, Panamá, Suecia y Tailandia. Estos incluyen la galería del Vaticano, el Instituto de Arte de Chicago, el Museo de Bellas Artes de Boston, el Museo de Arte Moderno en la Ciudad de México, la Galería de Arte Memorial en Rochester, la Galería de Arte Moderno de Nueva Museo de Arte de York y Phoenix.
Sus obras monumentales se pueden encontrar en muchas de las principales ciudades de México y en el extranjero. En 1969 pintó un mural para el departamento de física de Princeton y diseñó las vidrieras del Templo Beth Israel en Lomas de Chapultepec. Sus esculturas en metal aparecen en lugares como universidades, salas de conciertos, centros de investigación, bibliotecas, centros culturales, atrios y parques en países como Canadá, Estados Unidos, Ecuador y Lituania. Estos incluyen Flame of the Millennium, que se encuentra en el cruce de Ohio Street de la Kennedy Expressway en Chicago, Eternal Light en el Outpatient Care Center del University of Illinois Medical Center en Chicago y Sensación de Vuelo en Lambert-St. Aeropuerto Internacional Louis.
En 1997 creó un sello postal de edición limitada para el servicio postal mexicano.
Ha recibido más de sesenta reconocimientos, la mitad de ellos de fuera de México. Reconocimientos incluyendo Mención Honorífica en la UNAM (1960), miembro del Instituto de Artes de México (1964), miembro vitalicio de la Royal Society of the Arts de Londres (1965), Palme d'Or des Beaux Arts de Mónaco (1969), Royce Medal (Nueva York, 1970), League of Art Gold Medal (Chicago, 1980), Centauro de Oro y máster honorario de pintura de la Academia de Italia (1982), nombrado Académico Europeo por el Centro Studi Di Recerch L Accademia D Europa en Italia (1984) y ganador del concurso de escultura de la Universidad de Florida Central (1988). En 1993, se convirtió en patrocinador de la Academy of St Martin in the Fields en Londres. En 1995 recibió un doctorado honorario de la Universidad de Concordia en Irvine, California. En 2003 recibió el premio Gloria del International Latino Cultural Center en Chicago. En 2010 recibió la Medalla Vasco de Quiroga del gobierno de la Ciudad de México. La UNAM nombró un aula diseñada para actividades culturales en su honor en 2011.

## Estilo artístico
Su producción artística incluye pintura, diseño de tapices, escultura, murales, grabado y trabajo en vidrio. Su primera obra de arte fue realizada en la década de 1950, influenciada por la obra de Kandinsky, Klee, Miró y Chirico, así como por los movimientos abstracto, cubista y surrealista. Sin embargo, gran parte de su obra posterior ha sido moldeada por su interpretación de la naturaleza y una búsqueda de la relación entre el arte abstracto y el cosmos, impulsada por sus estudios sobre el color y el movimiento en la década de 1950. La otra gran influencia ha sido su formación musical. Afirmó que la música y la pintura son muy parecidas, ambas tienen tonalidades, ritmos, áreas de alta intensidad y áreas de descanso. Se le ha llamado el Jackson Pollock del arte latinoamericano.
Su trabajo ha sido clasificado como "expresionismo mágico". Pinta formas abstractas con movimiento y ritmo utilizando colores brillantes. Su trabajo no es narrativo. Describe su trabajo como una interacción de colores que crean un momento. Si bien es abstracto, los elementos de la naturaleza están presentes en sus obras con elementos como el viento, el agua, los rayos, el fuego y las erupciones volcánicas.
En su pintura, prefiere trabajar con pigmentos limpios ya que la mezcla de colores tiende a opacar el efecto de la luz. Cuando pinta, dice que es como volverse loco. No sabe en ese momento si el trabajo es bueno o no solo que le hace sentir. No es consciente ni planificado. Nierman ha dicho: La pintura es para mí la abertura a través de la cual es posible entrar en un mundo determinado; en ella el espectador puede encontrar un sinfín de imágenes mágicas, objetos, recuerdos, asociaciones, miedos, alegrías, esperanzas y sueños.
Su obra escultórica ha sido realizada en mármol, plata, oro, bronce y acero inoxidable, pero suele ser de tonos plateados. Estos a menudo contienen elementos como pájaros, ángeles, arcángeles, victorias aladas, llamas e instrumentos musicales. Sus esculturas de metal evocan movimiento y armonía generalmente mediante el uso de espirales.